# Charlie Conerly
Pro Football Hall of Fame 1966
(en) Statistiques sur pro-football-reference
Charles Albert Conerly Jr (né le 19 septembre 1921 à Clarksdale et mort le 13 février 1996 à Memphis) est un joueur américain de football américain évoluant au poste de quarterback.

## Carrière

### Universitaire
Conerly débute dans l'équipe de football universitaire en 1942 mais il est appelé en cours de sa scolarité pour combattre avec les Marines dans le pacifique sud lors de la Seconde Guerre mondiale. Il combat lors de la bataille de Guam. Il doit attendre quatre ans avant de pouvoir rejouer en NCAA ; il remporte le titre de la conférence sud-est avec son université en 1947. Lors de cette saison, il délivre dix-huit passes passes pour touchdowns, lui permettant d'être élu Player of the Year (Joueur de l'année) par la Helms Athletic Foundation. Il est aussi All-American. Il rate le trophée Heisman en 1947, terminant quatrième.
En 1948, Charles joue au baseball faisant une moyenne au bâton de .467.

### NFL
Le joueur originaire du Mississippi, est drafté par les Redskins de Washington lors du repêchage de 1945 au onzième tour. Il n'est pas retenu par les Redskins après ses trois années universitaire et prend la direction des Giants de New York qui lui laissent sa chance en 1948, étant même désigné NFL Rookie of the Year (rookie de l'année en NFL).
Deux ans plus tard, Conerly s'impose en NFL après avoir été sélectionné pour la première fois au Pro Bowl. Il continue à être un des meilleurs joueurs de sa génération malgré quelques revers. Néanmoins, il met un point d'honneur à sa carrière en remportant le titre de champion de la NFL en 1956 après une écrasante victoire sur les Bears de Chicago 47-7, étant la même année désigné au Pro Bowl. En 1958 et 1959, il manque le coche en perdant avec les Giants deux finales de championnat NFL bien qu'il soit élu MVP par le Newspaper Enterprise Association en 1959.

## Retraite
Charles Conerly prend sa retraite après la fin de la saison 1961 et se retire avec sa femme Perian Conerly dans sa ville natale de Clarksdale.
Son nom est donné à un trophée (le Cornerly Trophy) qui récompense le meilleur joueur universitaire dans l'État du Mississippi.
En 1966, il est intronisé au Mississippi Sports Hall of Fame et au College Football Hall of Fame.
Son maillot #42 est retiré par les Giants.